# Bruchhausen (Bruchhausen-Vilsen)
Bruchhausen ist ein Ortsteil des Fleckens Bruchhausen-Vilsen in der Samtgemeinde Bruchhausen-Vilsen im niedersächsischen Landkreis Diepholz.

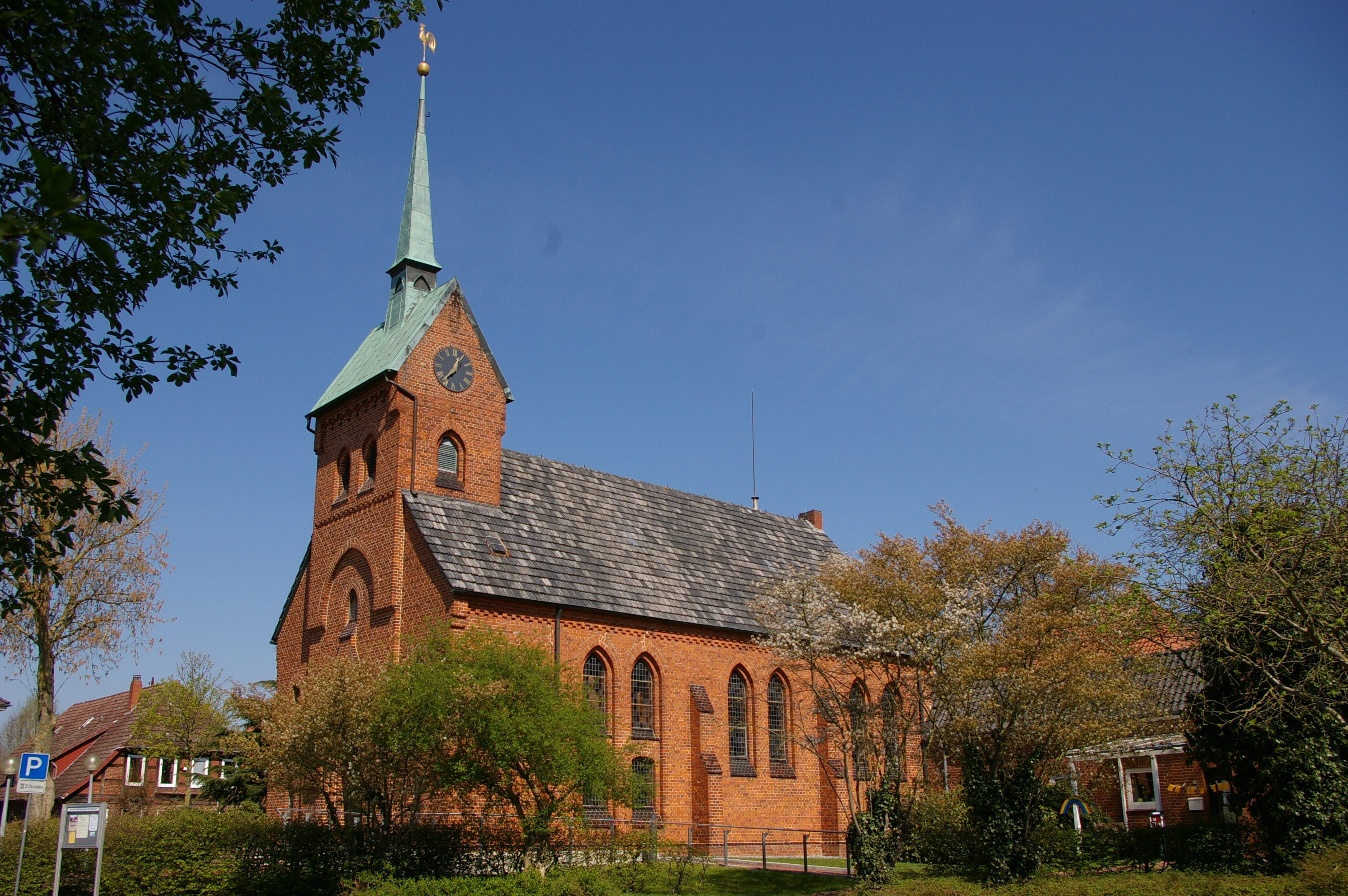
St. Bartholomäus (2020)

Der Ortsteil umfasst den nördlichen Bereich des Kernortes Bruchhausen-Vilsen. Er liegt nördlich der Landesstraße L 202, der L 330 und der touristischen Zwecken dienenden Bahnstrecke Syke–Eystrup. Im Ortsteil liegen die evangelisch-lutherische Kirche St. Bartholomäus und das Amtshaus Bruchhausen. Auf dem ca. 9 ha großen Marktplatz findet alljährlich Ende August das Volksfest Brokser Heiratsmarkt statt.